# Augustyn Jakubisiak
Augustyn Jakubisiak (ur. 28 maja 1884 w Warszawie, zm. 23 listopada 1945 w Paryżu) – polski prezbiter katolicki, teolog i filozof związany z Towarzystwem Historyczno-Literackim i Biblioteką Polską w Paryżu. Wykładał i publikował po francusku oraz w języku polskim, pełnił posługę duszpasterską m.in. wśród Polonii i żołnierzy. W swej pracy intelektualnej zajmował się filozofią polską, krytyką totalitaryzmów, filozofią człowieka i wolności, etyką, a także zagadnieniami z zakresu filozofii przyrody i filozofii nauki.

## Życiorys
Po ukończeniu liceum wstąpił do seminarium duchownego, które ukończył w 1906 i otrzymał święcenia kapłańskie. W 1910 ochrzcił w kościele katolickim dziecko prawosławnych rodziców, co zmusiło go do opuszczenia kraju. Podróżuje do Paryża, gdzie podejmuje studia filozoficzne (Instytut Katolicki w Paryżu). Dwa lata później broni doktorat poświęcony moralności u hrabiego Augusta Cieszkowskiego (1912). Pisze również rozprawę (mémoire) o filozofii absolutu w myśli Józefa Hoene-Wrońskiego, którą przedstawia na Sorbonie w 1914. Kontynuuje swoje studia również w zakresie nauk szczegółowych: matematyki, fizyki i chemii (Sorbona). Pozwala mu to dokończyć pisane wiele lat dzieło o granicach czasu i przestrzeni (Essai sur les limites de l’espace et du temps), za które otrzymuje wyróżnienie Akademii Francuskiej Nauk Moralnych i Politycznych (1927). W międzyczasie wraca do Polski jako kapelan armii gen. Józefa Hallera (1919-1920). Pobyt w Polsce pozwala mu wejść w polemikę ze szkołą lwowsko-warszawską, a zwłaszcza wieść długoletni i ważny spór z Janem Łukasiewiczem odnośnie do statusu logistyki (logika matematyczna) i jej relacji do filozofii. W 1936 wydaje zbiór Od zakresu do treści oraz drugie ważne dzieło w języku francuskim – La pensée et le libre arbitre. W latach 1939–1940 był pierwszym profesorem filozofii Uniwersytetu Polskiego za Granicą (późniejszy Polski Uniwersytet na Obczyźnie). Pełnił również różne funkcje duszpasterskie, społeczne i polityczne, m.in. w 1914 zostaje mianowany kapelanem jeńców polskich przez rząd francuski, od 1921 (po powrocie z Polski) podejmuje się pracy w paryskim kościele św. Medarda, pięć lat później zostaje mianowany kapelanem polskich więźniów dla departamentu Sekwany. Po wyzwoleniu Paryża w 1944 został mianowany delegatem Ministra Wyznań Religijnych i Oświecenia Publicznego w polskim rządzie emigracyjnym. Umiera w wypadku 23 listopada 1945. Powołany po jego śmierci Komitet Wydawniczy Dzieł Augustyna Jakubisiaka publikuje zbiór odczytów i kazań Wytrwać by zwyciężyć (1946), Vers la causalité individuelle (1947) i intelektualno-duchowy testament – komentarz do „Ojcze Nasz”: Nowe Przymierze. Z zagadnień etyki (1948).

## Poglądy filozoficzne
Trzy główne obszary zainteresowań Jakubisiaka dotyczą ontologii, epistemologii i etyki. Zajmował się również filozofią polską (rozprawy naukowe we Francji oraz książeczka Polska myśl filozoficzna z 1941) oraz myślą społeczno-polityczną, której poświęcił wiele kazań i odczytów oraz pracę Sur le fondement philosophique du communisme (1932). Krytykował aprioryzm Kanta oraz dokonany przez niego rozłam między podmiotem i przedmiotem (Podstawy krytycyzmu, 1920). Rozwinął własną ontologię czasu i przestrzeni (konkretyzm zakorzeniony w realizmie procesualnym, podkreślając przy tym znaczenie różnic między bytami, a nie podobieństw) oraz etykę i antropologię indywidualistyczną (koncepcja przyczynowości indywidualnej, czyli autodeterminizmu jako rozwiązania dychotomii determinizm – indeterminizm). Swoją myśl określał jako konkretyzm. Osadzał go na chrześcijaństwie, które jego zdaniem jako jedyne przyznaje indywiduum miejsce niezastąpione. Oprócz krytyki szkoły lwowsko-warszawskiej, której zarzucał neopozytywizm i idealizm, atakował myśl totalitarną, która zaprzeczała wolności jednostki. W swoim myśleniu próbował być oryginalny, czerpał jednak wiele m.in. z Pitagorasa, Leibniza, a zwłaszcza św. Augustyna, dystansował się zaś od takich myślicieli jak św. Tomasz z Akwinu, Platon czy Hegel.

## Spuścizna
W archiwum Polskiego Towarzystwa Historyczno-Literackiego i Biblioteki Polskiej w Paryżu znajduje się większość materiału źródłowego do badań nad spuścizną Augustyna Jakubisiaka. Materiał ten – w języku francuskim i polskim – obejmuje 71 akcesji (nr od 3413 do 3484), które zawierają m.in. rękopisy, maszynopisy, notatki, korespondencję, fotografie, dokumenty urzędowe, materiały prasowe, prace drukowane i niedrukowane, recenzje, wykłady, konferencje, kazania, rzeczy osobiste, wspomnienia współpracowników i przyjaciół. Pomoc w orientacji nad zasobami archiwum stanowi Inwentarz rękopisów Towarzystwa Historyczno-Literackiego i Biblioteki Polskiej w Paryżu, gdzie znajduje się ogólny spis zawartości poszczególnych akcesji. Niemniej cały materiał domaga się uporządkowania oraz bardziej szczegółowej segregacji i opisu”.

## Dzieła wydane
1. Podstawy krytycyzmu: rozbiór krytyczny, E. Wende i S-ka, Warszawa 1920.
2. Essai sur les limites de l’espace et du temps, Presses Universitaires de France, Libraire F. Alcan, Paris 1927.
3. Sur le fondement philosophique du communisme, Gebethner & Wolff, Paris 1932.
4. Zagadnienie jednostki w filozofii jedności, b.w., Warszawa 1934.
5. Od zakresu do treści, Biblioteka Drogi 7, Wydawnictwo Droga, Warszawa 1936.
6. La pensée et le libre arbitre, Libraire J. Vrin, Paris 1936.
7. O wolność synów Bożych. Rozważania na tle Ewangelij, Towarzystwo Kultury Katolickiej, Łódź 1936.
8. Polska myśl filozoficzna, b.w., Grenoble 1941.
9. W sprawie postawy, b.w., Paryż 1945.
10. Wytrwać by zwyciężyć. Zbiór odczytów i przemówień 1940–1945, b.w., Paryż 1946.
11. Vers la causalité individuelle, Société Historique et Littéraire Polonaise, Paris 1947.
12. Nowe Przymierze. Z zagadnień etyki, Komitet Wydawniczy Dzieł Księdza Augustyna Jakubisiaka, Paryż 1948.